# Jeux olympiques spéciaux Guinée Bissau
Special Olympics Guinée-Bissau est l'association Bissau-guinéenne de Special Olympics International, le plus grand mouvement sportif au monde pour les personnes ayant une déficience intellectuelle et des handicaps multiples. L'objectif est de promouvoir ce groupe de personnes dans le sport et de sensibiliser la société à leur égard. L'association s'occupe également des athlètes bissau-guinéens participant aux compétitions Special Olympics,.

## Histoire
Special Olympics Guinée-Bissau a été fondée en 2018 et son siège est à Bissau.

## Activités
En 2018, 41 athlètes et partenaires unifiés ainsi que 45 entraîneurs étaient inscrits auprès de Special Olympics Guinée-Bissau. 
En 2019, l'association a participé aux programmes Athlete Leadership, Healthy Athletes, Young Athletes et Family Health Forums créés par Special Olympics International.

### Les sports
Les sports suivants étaient proposés par l'association en 2019 : 
- Basket-ball (Jeux olympiques spéciaux)
- Football (Jeux olympiques spéciaux)
- Athlétisme (Jeux olympiques spéciaux)

### Participation aux Jeux Mondiaux avant 2020
• Jeux olympiques spéciaux 2019, Jeux mondiaux d'été, Abu Dhabi (4 athlètes)

### Participation aux Jeux mondiaux d'été Special Olympics 2023 à Berlin
Special Olympics Guinée-Bissau a participé aux Jeux mondiaux d'été Special Olympics de 2023 . La délégation de six personnes, composée d'un athlète, de deux entraîneurs et d'un organisateur, a été prise en charge avant les jeux dans le cadre du programme de ville hôte de Dormagen.